# Jarohněvice
Jarohněvice (deutsch Gernowitz, früher auch Jarochniowitz) ist eine Gemeinde in Tschechien. Sie liegt vier Kilometer südlich von Kroměříž und gehört zum Okres Kroměříž.

## Geographie
Jarohněvice befindet sich am nordöstlichen Fuße des Marsgebirges in der Obermährischen Senke (Hornomoravský úval). Die Gemeinde liegt linksseitig der Kotojedka an der Einmündung des Baches Ratajský potok. Südlich des Dorfes verläuft die Bahnstrecke Kroměříž – Zborovice. Im Südosten erhebt sich die Obora (323 m), südlich die Kopaniny (309 m) und im Westen der Troják (396 m).
Nachbarorte sind Kroměříž im Norden, Vážany und Kotojedy im Nordosten, Těšnovice im Osten, Střížovice, Bařice und Velké Těšany im Südwesten, Drahlov im Süden, Šelešovice, Nětčice und Zborovice im Südwesten, Rataje im Westen sowie Popovice und Sobělice im Nordwesten.

## Geschichte
Archäologische Funde belegen, dass sich auf der Obora während der Hallstattzeit (750–450 v. Chr.) eine Burgstätte befunden hat. Weiterhin wurden auf dem Gemeindegebiet Keramikreste mit gestempelten Ornamenten aus der Latènezeit sowie Reste einer germanischen Siedlung mit Brandgräbern aufgefunden. Im Oborawald wurden Reste einer slawischen Siedlung mit Hügelgräbern aus der Großmährischen Zeit entdeckt. Es gilt als wahrscheinlich, dass der Ort bereits im 11. Jahrhundert besiedelt war. Der Ort wurde als Angerdorf angelegt. Im Zuge der mährischen Teilung unter den Přemysliden kam die Gegend im Jahre 1054 zum Herzogtum Olmütz.
Die erste schriftliche Erwähnung des Dorfes Iarogneuici erfolgte 1141 in einem Besitzverzeichnis des Olmützer Bischofs Heinrich Zdik unter den Gütern des Archidiakonates Spytihněv. Jedoch lässt sich nicht ausschließen, dass damit auch Jarohněvice bei Dubňany gemeint sein könnte. Im Jahre 1267 wurde das Dorf als Gernoviz bezeichnet. 1348 überließ Vítek de Jarohnyewicz den Vorwerkshof Jarohnyewicz mit den zugehörigen Wiesen und Wäldern an Skoch von Troubky und dessen Brüder Necháč, Štěpánek und Stach. Zu dieser Zeit besaß auch Smil von Rataje einen Anteil von Jarohnyewicz. 1355 verkauften die Brüder von Troubky den Hof an Vojtek von Hulín und Zdenko von Jarohnyewicz. Letzterer verkaufte zehn Jahre später seine Hälfte an Dietrich von Jarohnyewicz, der zuvor schon Vojteks Hälfte erworben hatte. 1373 kaufte Dietrich noch den anderen Vorwerkshof in Jaronowicz von Henzlík von Koválovice hinzu. Dietrichs Erbe Heinrich von Jaronowicz verkaufte den Besitz 1397 an Jaroslav von Stará Ves und Jakoubek von Rakodavy. Nach Jaroslavs Tod verkaufte dessen Witwe ihren Anteil ihrem Bruder Vlček von Tučín. Den anderen Anteil veräußerte der Olmützer Kanoniker Racek von Rakodavy 1412 an Václav von Kladníky, der ihn an Jan Bílý von Domamyslice weiterreichte. Im Jahre 1437 gehörte das Dorf Bořita von Bystřice und Jarohňovice. Jan Bořita von Bystřice, der den Besitz 1497 geerbt hatte, verkaufte das Gut einschließlich zweier Schänken, eines wüsten Bades und eines Untertanen in Drahlov noch im selben Jahre an Arnošt Kužel von Žeravice auf Kvasice. Arnošt Kužel vererbte die Herrschaft Kvasice einschließlich der Dörfer Střížovice, Trávník, Nětčice, Záhlinice, Bělov, Prusinky und Skržice; der Hälfte der Dörfer Kotojedy, Těšnovice, Kudlovice Jarohniowicz, Újezdec, Ohníštky und Kladoruby sowie den wüsten Dörfern Sulimov und Nová Dědina 1507 an Hynek Boček von Kunstadt. Zwischen 1514 und 1516 erwarb Johann d. Ä. von Sternberg die Herrschaft. Im Jahre 1527 wurde das Dorf Jarohniowicz genannt. Johann d. Ä. von Sternberg verkaufte Jarohniowicz 1531 an Mikuláš von Hrádek und Počenice. Dessen Erbe, der Olmützer Domdekan Hynek von Počenice, veräußerte Jarohniowicz 1540 an Bischof Bernhard Zoubek von Zdětín. Dessen Amtsnachfolger Johannes Dubravius, der das Gut 1541 geerbt hatte, vermachte es seinem Bruder Wenzel. Wenzel Dubravius tauschte Jarohniowicz mit Bewilligung von König Ferdinand I. bei Bischof Markus Kuen gegen Güter bei Znojmo ein. Seit 1573 ist eine Freimühle nachweisbar, ihre Besitzer erwarben wenig später noch die Mühlen in Kotojedy und Šelešovice. Zu Beginn des 17. Jahrhunderts bestand Jarohniowicz aus zehn Anwesen. 1621 wurde der Ort von den Truppen Gábor Bethlens verwüstet, 1626 fiel Peter Ernst II. von Mansfeld und zwischen 1642 und 1643 die Schweden ein. Die Mühle gehörte seit 1647 der Stadt Kroměříž, die sie danach jeweils auf drei Jahre verpachtete. Die Hälfte der 28 Anwesen lag nach dem Ende des Dreißigjährigen Krieges wüst. Zur Wiederbesiedlung der verlassenen Gehöfte warb das Bistum mehrere Familien aus dem Süden Schlesiens an. 1652 legte ein Großbrand das Dorf in Schutt und Asche. Im Jahre 1750 bestand das Dorf aus 24 Halbhüfnern, 5 Häuslern sowie 17 Chaluppen und der Mühle. 1771 lebten in Jarohniowicz 386 Personen; 1790 bestand das Dorf aus 49 Häusern und hatte 398 Einwohner. Wegen andauernder Streitigkeiten mit den Müllern um die Höhe der Pacht versteigerte die Stadt 1776 schließlich die Mühle. Die erste Schule wurde 1780 eingerichtet, in ihr wurden auch die Kinder aus Vážany und Drahlov unterrichtet. 1834 lebten in den 55 Häusern von Jarohniowicz 362 Personen. Bis zur Mitte des 19. Jahrhunderts blieb das Dorf immer den bischöflichen Gütern Kroměříž untertänig.
Nach der Aufhebung der Patrimonialherrschaften bildete Jarohňovice / Jarochniowitz ab 1850 eine Gemeinde in der Bezirkshauptmannschaft Kroměříž. 1879 entstand ein neues Schulhaus und der zweiklassige Unterricht wurde aufgenommen. Ab 1893 wurden Jarohňovice und Jarohněvice parallel als amtliche Ortsnamen gebraucht, seit 1924 wird nur noch letzterer verwendet. Im Jahre 1919 hatte die Gemeinde 453 Einwohner und bestand aus 80 Häusern. 1961 wurde Šelešovice eingemeindet. 1986 erfolgte die Eingemeindung nach Kroměříž. Seit dem 1. Juli 1990 bildet Jarohněvice wieder eine eigene Gemeinde. Jarohněvice führt seit 2001 ein Wappen und Banner.

## Gemeindegliederung
Für die Gemeinde Jarohněvice sind keine Ortsteile ausgewiesen.

## Sehenswürdigkeiten
- Kapelle des hl. Florian, auf dem Dorfanger
- Archäologische Fundstätte Mohylník im Oborawald